# حدنوية

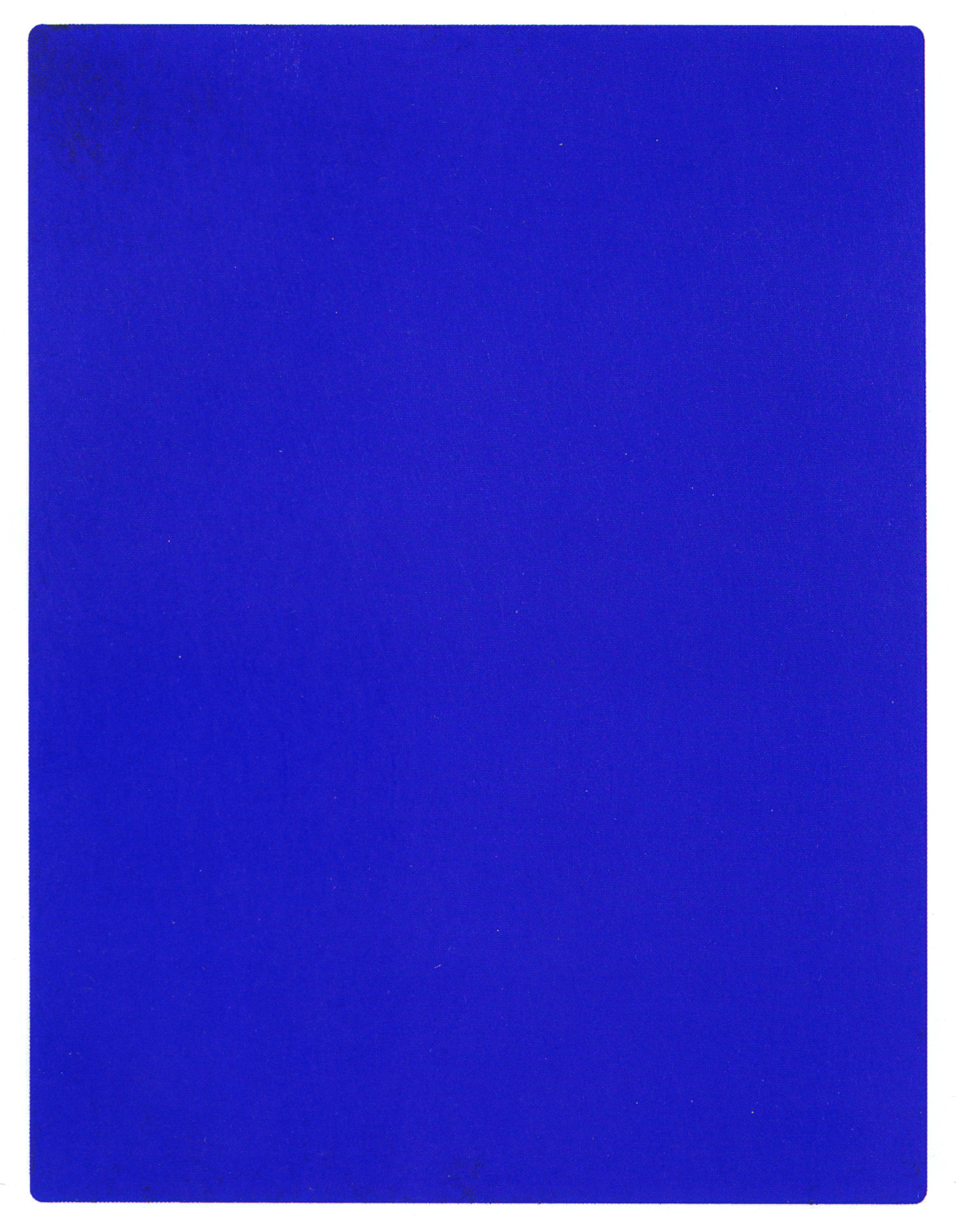
إيف كلاين هو رسام رائد في تطوير الفن الحدنوي.

في الفنون المرئية والموسيقى ووسائل الإعلام الأخرى، تعد الحَدْنَويّة (بالإنجليزية: minimalism) (قد تعرف أيضا بالتقليلية أو التبسيطية أو فن البساطة أو تكثيف البساطة) غالبًا ما يتم تفسير الإقلال من الحركة على أنه رد فعل ضد التعبيرية التجريدية والحداثة. بدأت هذه الحركة الفنية في الفن الغربي بعد الحرب العالمية الثانية، وأقوى مع الفنون البصرية الأمريكية في الستينيات وأوائل السبعينيات. من بين الفنانين البارزين المرتبطين بالحدنوية دونالد جود وأغنيس مارتن وودان فلافين وكارل أندريه وروبرت موريس وآن ترويت وفرانك ستيلا. وهي من الحركات التي تشتمل على جميع مناحي الحياة كالموسيقى والأعمال الفنية والهندسة المعمارية والتصميم الداخلي.

## التأثيل (علم أصول الكلمات)
أتى مصطلح الحدنوية في اللغة العربية من نحت كلمتي الحد الأدنى. هنالك ترجمات أخرى التقليلية والتبسيطية.

## النشأة
ظهرت حركة الحدنوية في أوروبا بعد الحرب العالمية الثانية وكانت تركز على الفنون المرئية والموسيقى ووسائل الإعلام، ثم ظهرت بشكل قوي في الفنون البصرية في الستينيات وأوائل السبعينيات في الولايات المتحدة الأمريكية.
يُشير مفهوم الحدنوية إلى الحذف والتحرر من الأشياء الزائدة بشكل عام؛ أي أن الأعمال الفنية بكافة مجالاتها يجب أن تحتوي على أقل مقدار من الزينة والزخرفة، وتعتمد على البساطة والتخلص من التفاصيل الإضافية الغير ضرورية.

## الحدنوية أسلوب حياة
أطلق المهندس الألماني المعماري ميس فان ديروه عبارة (الأقل هو الأكثر) (less is more) ويقصد بها الحفاظ على البساطة والابتعاد عن الزخارف إلى الحد الأدنى. ولقد أصبحت المينيماليزم أسلوب حياة تعتمد بشكل كبير على الاقتصاد والتوفير والتركيز على الأشياء الهامة والعودة إلى البساطة، والابتعاد عن الاستهلاك العبثي.
تقضي الحدنوية على فكرة تكديس وتخزين الأشياء ما لم تُستخدم كحاجة أو ضرورة، فاتخاذ القرار وتحديد ما هو مفيد يمكن الاحتفاظ به، وغير مفيد يمكن التخلص منه من القرارات الحاسمة، ولكن قد يشعر البعض صعوبة في ذلك أو احساس بألم الانفصال عن الأشياء، لكن سرعان ما يصاحبه شعور الراحة والخفة والرضا.